# Caproni Ca.111
Caproni Ca.111 là một loại máy bay ném bom hạng nhẹ và trinh sát, sản xuất ở Ý trong thập niên 1930. Nó bắt nguồn từ loại Ca.101.

## Quốc gia sử dụng
Ý
- Regia Aeronautica

 Perú
- Không quân Peru

## Tính năng kỹ chiến thuật (Ca.111)
Đặc điểm tổng quát
- Kíp lái: 2-4
- Chiều dài: 15,30 m (50 ft 3 in)
- Sải cánh: 19,65 m (64 ft 3 in)
- Chiều cao: 3,85 m (12 ft 8 in)
- Diện tích cánh: 61,5 m2 (662 ft2)
- Trọng lượng rỗng: 3.490 kg (7.694 lb)
- Trọng lượng có tải: 5.490 kg (12.103 lb)
- Powerplant: 1 × Isotta-Fraschini Asso 750 RC, 619 kW (830 hp)

Hiệu suất bay
- Vận tốc cực đại: 290 km/h (180 mph)
- Tầm bay: 1.300 km (808 dặm)
- Trần bay: 6.700 m (21.980 ft)
- Vận tốc lên cao: 3,1 m/s (610 ft/phút)

Vũ khí trang bị
- 4 × súng máy Breda-SAFAT 7,7 mm (.303 in)
- 600 kg (1,323 lb) bom